# كو مي هو

الثعلب ذو التسع أذيال كما يصوره كتاب جامع الأساطير الصيني شن هاي جينغ.

كوميهو أو جوميهو (بالهانغول: 구미호؛ بالهانجا: 九尾狐) هو كائن أسطوري كوري كثيرُ الظُّهور في الأدب والفن الكوري وقد نسجت حوله كثيرٌ من القصص والأساطير.
اسمه في اللغة الكورية يعني (الثعلب ذو التسع أذيال). وهو ثعلب عادي يكمل ألف سنة حيًّا فيتحول إلى هذا الكائن الأسطوري. يستطيع هذا الكائن أن يتشكل بأي شكل يشاء، ومن أبرز تشكلاته امرأة جميلة تستدرج الرجال وتلتهم أكبادهم، وقد اختلفت الأساطير في سبب أكله الأكباد.
يعد الكوميهو أبرز الكائنات الأسطورية في القصص الفلكلورية الآسيوية، ومن المعتاد رؤيته في السينما الكورية. لكن يوجد له نظراء في ثقافات معظم الدول المجاورة لكوريا، أبرزهم الصيني هولي جينغ والياباني كيتسوني.

## المنشأ
عامةً، يعتقد الآسيويون أن الثعلب الذي يعيش عمرًا مديدًا لا يتحول إلى ملاك أو مخلوق روحاني كما يحدث مع الإنسان، وإنما يمسخ إلى أشكال متنوعة، ويستطيع الظهور في الأرض بصور مختلفة، فكان هذا منشأ الثعالب الأسطورية.
وصل ذكر الكوميهو إلى كوريا من الصين، يُعتقد أنه وصل إلى الصين عن طريق الهند، ويُعتقد أيضًا أن قصته تأثرت بأسطورة المعبودة الإغريقية لاميا. يتحول الثعلب إلى كوميهو حين يكمل ألف سنة من عمره، وذلك بسبب تراكم كمية هائلة من الطاقة داخله طوال عمره المديد.

## تاريخه
نصوصٌ قديمة نادرة تُصوَّر الكوميهو ككائنٍ خيِّر يساعد البشر ويحب التعايش معهم، النصوص اللاحقة تصوِّرُه ككائنٍ شرير كليًا ومكَّار لا يظهر للبشر إلا لالتهام أكبادهم أو قلوبهم، على عكس نظيريه الصيني والياباني؛ فهم كثيرًا ما يصوَّرون ككائناتٍ غير شريرة تظهر للبشر لإنقاذهم أو الارتباط بهم، حتى أن بعض الحكايات تقول أنَّ البشر كانوا يستغلُّون طيبة الثعالب الأسطورية فيخدعونها. وكما هو الاختلاف في طبيعتهم، ففي تشكلهم أيضًا من المعتاد للنظيرين أن يتشكلا كامرأة أو كرجل، لكن الكوميهو لا يتشكل إلا كامرأة غالبًا.
تَذكر حكاياتٌ أن الكوميهو يأكل قلوب البشر كي يعيش، لاحقًا ذُكر أنها كائنات جائعة تحوم حول القبور في الليل وتلتهم قلوب جثث الموتى. حكايات أخرى تحدثت عن الكوميهو و الكبد -وهي الأكثر انتشارا واستخدامًا- فتقول أنه يلتهم أكباد البشر لأنها مركز الطاقة في الجسد فتشبعه وتطيل حياته، أو أنه يلتهم كبد بشري معيَّن كي يتمكن من التشكل كجسده.

## التحول
مهما حاول الكوميهو إتقان التشكل يظل مكشوفًا لأنه لا يستطيع تغيير طبيعته وأصله كثعلب، فيبقى فيه شيء ظاهر يميِّزه كثعلب (كشكل أذنيه مثلًا، أو ذيوله التسع)  تقول بعض الحكايات أن الكوميهو ليس لديه الحرية الكاملة في التشكل، فهو مراقب من قِبَل كوميهو آخرون. إحدى الحكايات تقول أن تشكُّل الكوميهو أصلًا غير مرهون بإرادته.

## في السينما الكورية
أشهر ظهور للكوميهو في الدراما الكورية كان في المسلسل الرومانسي-الكوميدي حبيبتي ثعلب ذو تسع أذيال (My Girlfriend Is a Nine-Tailed Fox) والذي ظهر فيه الكوميهو محبوسًا في لوحة منذ 500 عام حتى قام بشري بتحريره فظهر على شكل امرأة جميلة، ورغم وضوح كونها ممتنة لإنقاذه لها إلا أنه يظل خائفًا من فكرة أنها تأكل الأكباد فيلتزم بشراء اللحم لها بشكل دائم. تبحث الكوميهو في المسلسل عن طريقة تكمنها من التحول لإنسان ويساعدها نصف كوميهو-نصف إنسان إلتقت به لاحقًا.
ظهور مميز له كان في المسلسل الرومانسي-الكوميدي-الفانتازي كتاب عائلة جو (Gu Family Book) ويحكي عن كوميهو وحارس جبل أنقذ فتاة من يد مجموعة بشر فتزوَّجا واختبئت معه في الجبل، وقرر التحول إلى بشري حتى يتمكن من العيش معها، لكنه فشل وكان العقاب أن يخسر تشكُّله، أنجبت الفتاة طفلًا وُلد لها ولزوجها الكائن السماوي فأصبح الطفل نصف بشري-نصف كوميهو، تتركه في عناية صديق والده حتى يكبر ويكتشف بنفسه ويبدأ بالبحث عن كتاب عائلة جو الذي فيه سرُّ وطريقة إكمال بشريته.
الحلقة الأولى من مسلسل الرعب والفانتازيا أساطير الوطن (Hometown Legends) حكت عن أسرة حاكمة استمر حكمها لأكثر من جيل، السرُّ وراء ذلك أنَّ جدهم الأكبر كوميهو، فكانوا إذا وجدوا أن إحدى بناتهم ستتحول إلى كوميهو يقتلونها ويطعمون كبدها للجد الأكبر حتى يطول عمره ويحميهم وتستمر سلطتهم.
ايضاً دراما الرومنسية و الفنتازيا (the thousandth man)
دراما حول غوميهو (كانغ وون يي)
التي تحتوي على أكل 1000 كبد من الرجال من أجل أن تصبح إنسانة وبالفعل التهمت الثعلبة ذات تسعة ذيول 999 كبد رجل و لكن سيقع في حبها صاحب كبد رقم 1000.

### أعمال أخرى ظهر فيها الكوميهو
- 1994 : فيلم الثعلب ذو التسع أذيال (The Fox with Nine Tails)
- 2004 : مسلسل الحب المحرم (Forbidden Love)
- 2006 : فيلم عائلة الثعالب (The Fox Family)
- 2009: مسلسل حبيبتي ثعلب ذو تسع أذيال (My Girlfriend Is a Nine-Tailed Fox).
- 2010 : مسلسل الانتقام: تمرد الكوميهو (Grudge: The Revolt of Gumiho)
- 2020 : مسلسل حكاية الذيول التسعة (Tale of the Nine Tailed)
- 2021 : مسلسل شريكي في السكن كوميهو(My Roommate is a Gumiho).[9]
- 2023: حكاية الذيول التسعة 1938 (Tale of the Nine Tailed 1939)